# شركة الكراكات المصرية
شركة الكراكات المصرية (تأسست في 1885) تعمل في مجال تطهير مجرى نهر النيل من المنبع حتى المصب، بجانب أعمال الحفر والتكسية والتبطين للترع والمجاري المائية، ثم جاء اليوم الذي باتت فيه الشركة مهددة بالإغلاق، بعد أن تحولت من كيان عملاق ذي أهمية إستراتيجية لمصر في أفريقيا، إلى خرابة كبيرة، وورش تسكنها الغربان والعناكب رغم امتلاكها إمكانيات كبيرة، لكن مشاكلها وأعباءها أكبر. في عام 1885 تأسست شركة الكراكات المصرية، وفي أربعينات القرن الماضي انتقلت ملكيتها إلى أحمد عبود باشا أحد أهم رجالات الاقتصاد في مصر، قبل أن يتم تأميمها في عام 1961، لتصبح واحدة من شركات وزارة الري.
وفي عام 1995 تم خصخصتها لتتبع الشركة القابضة للري، ثم الشركة القابضة للري واستصلاح الأراضي، ثم الشركة القابضة للتجارة، وقبل خصخصة الشركة كان يعمل بها 5 آلاف عامل، والآن تقلص عددهم إلى ألف عامل فقط، وفقاً لتصريحات المهندس رمضان بدوي عياد، رئيس مجلس إدارة شركة الكراكات المصرية.

## أنشطة الشركة
أنشطة الشركة كانت متعددة منذ إنشائها، حيث كانت تعمل في مجال حفر جميع أنواع قنوات الري والصرف وتطهير مجرى نهر النيل لتسهيل التجارة بين السودان ومصر، بجانب اشتراكها في إنشاء السدود والقناطر وخزانات المياه وتنفيذ شبكات مياه الشرب والصرف الصحي، وحفر ترعة الإبراهيمية والمحمودية والفيوم وبني سويف والإسماعيلية وأفريقيا، وتم إنشاء شركة مشتركة مع الجانب السوداني تعمل هناك حالياً في مجال الحفر والبناء وفي فترة السبعينات والثمانينات عملت الشركة على تطهير الروافد النيلية في دول حوض النيل مصدر المياه الدائم لمصر من خلال إشراف وزارة الري.

## وضع الشركة الحالي
يقول «عياد»: «تعاني الشركة من عدة عقبات مثل ارتفاع أجور العاملين، ووجود عمالة زائدة، حيث يصل إجمالي المرتبات سنوياً إلى 37 مليوناً و600 ألف جنيه، مع انخفاض حجم العمل وعدم وجود استثمارات جديدة لتحديث موارد الشركة، حيث إن آخر تجديد لمعدات الشركة كان في عام 1991، بالإضافة إلى تحمل الشركة لمديونيات عديدة لصالح الضرائب ووزارة الري والتأمينات، وتخسر الشركة سنوياً 30 مليون جنيه ونأمل تقليص هذا المبلغ العام المقبل ليصل إلى 25 مليون جنيه مع تحسن زيادة العمل في الفترة المقبلة». يتابع «عياد» قائلاً: «نطلب من الحكومة ضخ استثمارات جديدة في الشركة لتحقيق الاكتفاء الذاتي وعدم الاعتماد على الحكومة في توفير الرواتب، بجانب حث الشركة القومية للتشييد والتعمير التي نتبعها على مساعدتنا في إصلاح ورفع قدرة المعدات المعطلة عن طريق الوكلاء أو في مصنع 100 الحربي لأن إمكانيات ورش الشركة في تحديث هذه المعدات مشكوك فيها علاوة على وجود شبهة فساد لبعض قياداتها، ونطلب أيضاً إسناد مشروعات جديدة لنا بالأمر المباشر من هيئة الثروة السمكية لتطهير بحيرة إدكو من الحشائش، كما نقوم الآن بالمساهمة في حفر قناة السويس وتنفيذ عدة مشروعات أمام محطات مياه الشرب والكهرباء». من جانبه يقول مصطفى عبد العزيز أحد العاملين بشركة كراكات الوجه القبلي التي كانت تتبع الشركة المصرية للكراكات قبل خصخصتها «شركاتنا كانت من أقوى الشركات على مستوى الجمهورية وأفريقيا، حيث كانت تعتمد الدولة علينا في تطهير مجرى نهر النيل من خلال أسطول الحفارات العملاقة والشفاطات التي تم سرقتها لاحقاً وبيعها على أنها خردة بأبخس الأثمان، وبعد عودة الشركة للدولة تم ضمها إلى الشركة القابضة للتشييد والتعمير بوزارة الإسكان بشكل غريب، فنحن نتبع وزارة الري ومجال عملنا في المجارى المائية والترع والمصارف، ولا نمت لقطاع الإسكان والتعمير بصلة، لكن هذا ما تم، فشركة الوجه القبلي كانت تمتلك 131 حفاراً، وصلت الآن إلى 5 فقط تعمل بنصف طاقتها، وتم إسناد العمل الذي كنا نقوم به إلى المقاولين والشركات الخاصة». يضيف «عبد العزيز» قائلاً «تم بيع عشرات الشفاطات العملاقة والبلدوزرات والأوناش بمبلغ زهيد، رغم أن سعر الشفاط الواحد لا يقل حالياً عن 15 مليون جنيه، وسبب ذلك هو بيع هذه الشفاطات على أنها خردة، رغم وجود عيوب بسيطة بها يمكن إصلاحها من خلال أعمال الصيانة، وقد تسببت خسائر الشركة وفقاً لما كشفته الموازنة الأخيرة، في التوقف عن سداد مستحقات المقاولين المتعاملين مع الشركة من الباطن، الذين لجأوا للقضاء وحصلوا على 43 حكماً قضائياً بالحجز على ممتلكات الشركة».